# ليو واتات
ليو واتات (باليابانية: 旗手 怜央) (مواليد 21 نوفمبر 1997) هو لاعب كرة قدم ياباني.

## وصلات خارجية
- ليو واتات على موقع الاتحاد الأوربي (الإنجليزية)
- ليو واتات على موقع رابطة كرة القدم اليابانية للمحترفين (اليابانية)
- ليو واتات على موقع إي إس بي إن إف سي (الإنجليزية)
- ليو واتات على موقع قاعدة بيانات كرة القدم.إي يو (الإنجليزية)
- ليو واتات على موقع ناشيونال فوتبول تيمز (الإنجليزية)
- ليو واتات على موقع Soccerbase.com (لاعب) (الإنجليزية)
- ليو واتات على موقع Soccerway.com (الإنجليزية)
- ليو واتات على موقع عالم كرة القدم.نت (الإنجليزية)
- ليو واتات على موقع اللجنة الأولمبية الدولية (الإنجليزية)
- ليو واتات على موقع أوليمبيديا (الإنجليزية)